# Бресегард бај Елден
Бресегард бај Елден (њем. Bresegard bei Eldena) општина је у њемачкој савезној држави Мекленбург-Западна Померанија. Једно је од 89 општинских средишта округа Лудвигслуст. Према процјени из 2010. у општини је живјело 229 становника. Посједује регионалну шифру (AGS) 13054017.

## Географски и демографски подаци
Бресегард бај Елден се налази у савезној држави Мекленбург-Западна Померанија у округу Лудвигслуст. Општина се налази на надморској висини од 23 метра. Површина општине износи 10,9 km². У самом мјесту је, према процјени из 2010. године, живјело 229 становника. Просјечна густина становништва износи 21 становника/km².